# Voïvodie de Piła
La voïvodie de Piła (en polonais województwo pilskie) était une unité de division administrative et un gouvernement local de Pologne entre 1975 et 1998. 
Elle fut remplacée en 1999 par la voïvodie de Grande-Pologne, à la suite d'une loi de 1998 réorganisant le découpage administratif du pays. 
Sa capitale était la ville de Piła située à environ 90 kilomètres au sud de Poznań.

## Bureaux de district
Sur la base de la loi du 22 mars 1990, les autorités locales de l'administration publique générale,ont créé 5 régions administratives associant une douzaine de municipalités.
Bureau de district de Chodzież
- Gminy

1. Budzyń
2. Chodzież
3. Margonin
4. Ryczywół
5. Szamocin
6. Ujście

- Ville

1. Chodzież

Bureau de district de Czarnków
- Gminy

1. Czarnków
2. Drawsko
3. Lubasz
4. Połajewo
5. Wronki

- Ville

1. Czarnków

Bureau de district de Piła
- Gminy

1. Białośliwie
2. Kaczory
3. Łobżenica
4. Miasteczko Krajeńskie
5. Szydłowo
6. Wyrzysk
7. Wysoka

- Ville

1. Piła

Bureau de district de Trzcianka
- Gminy

1. Krzyż Wielkopolski
2. Trzcianka
3. Wieleń

Bureau de district de Wałcz
- Gminy

1. Człopa
2. Mirosławiec
3. Tuczno
4. Wałcz

- Ville

1. Wałcz

Bureau de district de Wągrowiec
- Gminy

1. Damasławek
2. Gołańcz
3. Rogoźno
4. Wapno
5. Wągrowiec

- Ville

1. Wągrowiec

Bureau de district de Złotów
- Gminy

1. Jastrowie
2. Krajenka
3. Lipka
4. Okonek
5. Tarnówka
6. Zakrzewo
7. Złotów

- Ville

1. Złotów

## Villes principales
Population au 31 décembre 1998 :
- Piła – 79 568
- Wałcz – 27 554
- Wągrowiec – 24 353
- Chodzież – 20 228
- Złotów – 18 786
- Trzcianka – 17 094
- Czarnków – 12 138
- Wronki – 11 897
- Rogoźno – 11 129
- Jastrowie – 8 400
- Krzyż Wielkopolski – 6 300
- Wieleń – 6 000
- Wyrzysk – 5 000
- Ujście – 4 400
- Szamocin –4 300
- Okonek – 3 800
- Krajenka – 3 600
- Gołańcz – 3 300
- Łobżenica – 3 200
- Margonin – 3 000
- Wysoka – 2 800
- Mirosławiec – 2 600
- Człopa – 2 400
- Tuczno – 2 000